# Bälinge byfest
Bälinge byfest var en underhållningstv-serie med sketcher och popmusik, vilken sändes 1980 i SVT med 8 stycken avsnitt. Mest känd är tv-serien för ett inslag med Kiss, där bandmedlemmarna är på kafferep med Bälinge byfests reporter (Helene  Benno).

## Avsnitt
1. Nina Hagen, Py Bäckman, Dan Hylander och Reeperbahn, Magnus Lindberg, J.C. Barreto, Dave and the Mistakes, m.fl.
2. Magnus Uggla och Dexys midnight runners, Rolf Wikström, Daniella Gordon m.fl.
3. Kiss på kafferep och Ensamma hjärtan, Sniff ’n’ the Tears, Janne Andersson (musiker) (Janne Anderson Pop, Japop),  T-shirts m.fl.
4. Pugh Rogefeldt, Live Wire, Dave and the Mistakes, 2760 m.fl.
5. Robert Palmer, Reeperbahn (musikgrupp), Roger Rönning m.fl.
6. The Jam och Eldkvarn, Rolf Wikström m. fl.
7. Dan Hylander, Py Bäckman, Anders F Rönnblom, The Motels, Dan Hylander m. fl.
8. ABBA, The Selecter, John Hiatt, Reeperbahn (musikgrupp) m. fl.